# La Goleta

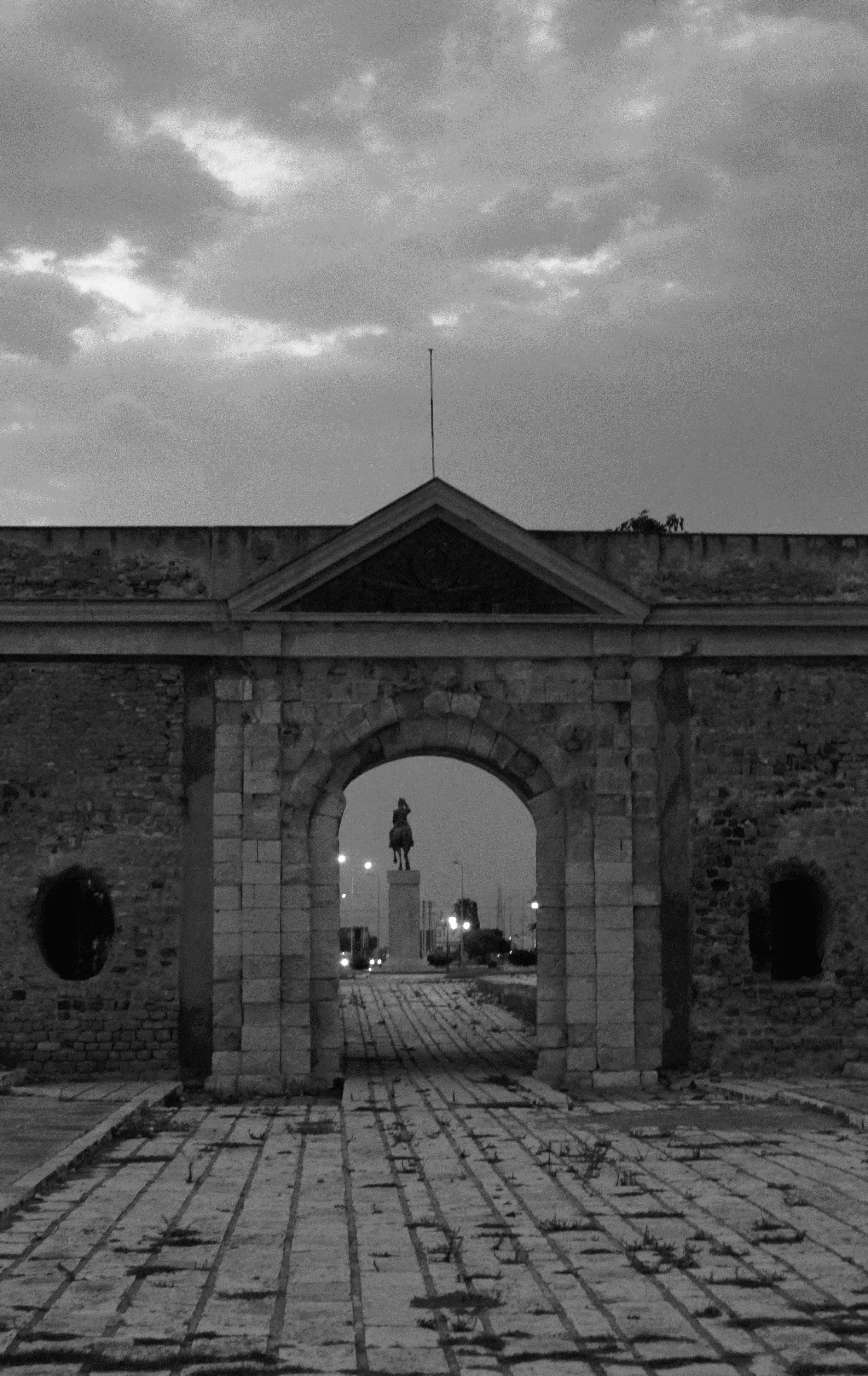
La Goleta

La Goleta (àrab: حلق الوادي, Ḥalq al-Wādī; francès: La Goulette) és una ciutat de Tunísia, a la governació de Tunis, situada uns 7 km a l'est de Tunis, a la costa, però a l'altre costat del llac de Tunis. Té una població de 28.407 habitants (2004) i és el principal port de Tunísia, a més, de ser al costat del port comercial de Radès. És capçalera d'una delegació formada per la Goleta i Kheireddine, dues ciutats contínues que s'estenen des del port cap al nord fins a Le Kram.

## Etimologia
El nom àrab, Halq al-Wadi (‘la Gola del Riu’), li ve donat perquè està al cap d'un canal de 28 metres pel qual el llac de Tunis comunica amb el golf de Tunis.
El nom La Goulette en francès deriva de l'italià la Goletta, o de l'occità o català Goleta, amb el significat de gola petita, aplicat a accidents geogràfics similars, traducció del nom àrab, Halq al-Wadi, ‘la Gola del Riu’.

## Infraestructures
Els terrenys de la Fira Internacional de Tunis es troben en aquesta delegació, i se situen al nord-oest de la Goleta, no lluny de la vora del llac de Tunis.

## Història

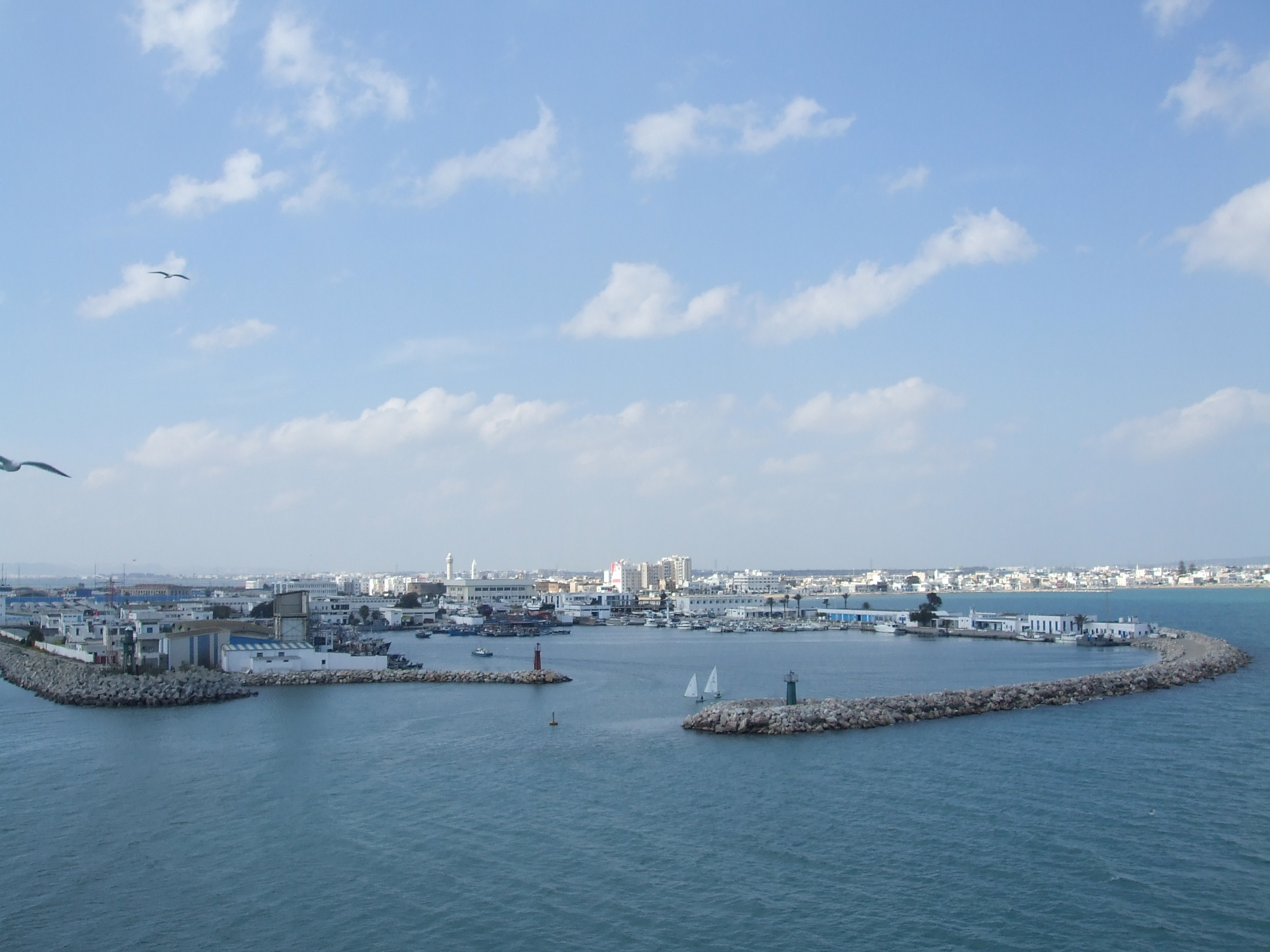
Port de la Goleta

El 1534, Khayr al-Din es va apoderar de la Goleta i de Tunis, que estaven en mans dels hàfsides. El 1535, fou conquerida pels espanyols, que hi van construir una fortalesa coneguda per la Carraca, que encara existeix, i que fou engrandida en temps de Felip II, quan s'hi va construir una gran ciutadella. Evacuada pels espanyols l'agost del 1574, davant l'atac dels turcs dirigits per Sinan Pasha i Ildj Ali, els turcs la van ocupar i van engrandir la fortalesa, però van demolir les altres parts de la ciutadella. Durant dos segles, fou un niu de pirates i va patir algun bombardeig de flotes europees.
Amb el bei Hammuda (1782-1814), se'n van completar les fortificacions. Al segle xviii, hi van emigrar alguns italians (sicilians) i maltesos, per treballar en el port. El 1826, el viatger Nyssen va informar d'un segon fort al sud del primer, i diverses bateries. El bei Ahmed (1837-1855) va construir un arsenal i un palau d'estiu. El 1860, es va signar el tractat de la Goleta, entre Tunísia i Itàlia, que va encoratjar l'emigració italiana. Un barri de la ciutat es va dir Petita Sicília. Llavors, era el primer port de Tunísia i el visitaven 600 vaixells a l'any. Una via fèrria fins a Tunis es va obrir el 1872. Des del 1893, fou considerat el port de Tunis. El 1926, tenia 7.400 habitants (4.000 europeus i 2.000 jueus) i el 1956 eren 26.300 (3.300 jueus i 10.150 europeus, dels quals la majoria van marxar cap a Israel o França en els anys següents).

## Administració
Com a delegació o mutamadiyya, duu el codi geogràfic 11 69 (ISO 3166-2:TN-12) i està dividida en cinc sectors o imades:
- La Goulette (11 69 51)
- La Goulette Casino (11 69 52)
- Khéireddine (11 69 53)
- Taîeb Mhiri (11 69 54)
- Cité Essalama (11 69 55)

Al mateix temps, forma una municipalitat o baladiyya (codi geogràfic 11 14), dividida en dues circumscripcions o dàïres:
- La Goulette (11 14 11)
- Cité Taîeb Mhiri (11 14 12)